# التنسيق الموحد (تشييد)
التنسيق الموحد أو بالإنجليزية : UniFormatهو معيار لتصنيف مواصفات المباني، وتقدير وحسابات التكلفة للإنشاءات في كل من الولايات المتحدة الأمريكية وكندا.

## فئات المستوى الأول من التنسيق الموحد
- A SUBSTRUCTURE
- B SHELL
- C INTERIORS
- D SERVICES
- E EQUIPMENT AND FURNISHINGS
- F SPECIAL CONSTRUCTION AND DEMOLITION
- G BUILDING SITEWORK

## فئات المستوى ين الثاني والثالث من التنسيق الموحد
فيما يلي مثال على المستويين الثاني والثالث من التنسيق الموحد

A SUBSTRUCTURE
```
 A10 Foundations
   A1010 Standard Foundations
   A1020 Special Foundations
   A1030 Slab on Grade
 A20 Basement Construction
   A2010 Basement Excavation
   A2020 Basement Walls
```